# 키이스트
키이스트(KeyEast, 한국: 054780)는 대한민국의 문화 엔터테인먼트 콘텐츠 기업이다. 주요 업무는 연예인 매니지먼트 및 부가 콘텐츠를 취급하고 있다. 2004년 9월, BOF 엔터테인먼트로 설립되었다가, 2009년 12월 30일 모기업인 키이스트에 합병되었다.
키이스트의 첫 번째 매니지먼트 자회사 콘텐츠와이(대표 양근환)가 2017년 7월 1일 정식 출범하였다.
한편, 2018년 3월 SM 엔터테인먼트가 해당 회사를 인수한 뒤 김영민 SM 엔터테인먼트 총괄대표와 신필순 대표가 공동이사를 맡았으나 그 해 10월부터 신필순 대표 단독으로 꾸민 한편 엔터 부문 파트너로 박성혜 전 몬스터유니온 대표를 영입했다.

## 연혁
- 1996년 10월 한국툰붐 주식회사 설립
- 2003년 11월 코스닥증권시장 신규등록
- 2004년 6월 (주식회사)비오에프 설립
- 2004년 7월 오토윈테크 주식회사 상호변경
- 2006년 3월 (주식회사)키이스트 상호변경
- 2006년 7월 (주식회사)비오에프 인수, 자회사로 편입
- 2008년 2월 (주식회사)비오에프인터내셔널(일본) 설립
- 2008년 8월 일본 종합 엔터테인먼트 쇼핑몰 보피(www.bofi.jpg) 오픈
- 2009년 1월 JYP엔터테인먼트와 유한회사 홀림 설립
- 2009년 5월 일본 (주식회사)디지털어드벤처 인수, 계열회사로 편입
- 2010년 1월 (주식회사)비오에프를 흡수합병하였다.
- 2010년 12월 JYP엔터테인먼트, CJ미디어와 합작 드라마 《드림하이》 제작 발표했다.
- 2017년 7월 매니지먼트 자회사 (주식회사)콘텐츠와이 정식 출범하였다.
- 2018년 3월 SM 엔터테인먼트에 인수합병되여 SM의 자회사가 되었다.[1]
- 2019년 6월 매니지먼트 자회사 (주식회사)콘텐츠와이가 어썸이엔티에 인수됨
- 2024년 9월 28일 다리미 패밀리 공동 제작사 참여함

## 키이스트 제작 드라마
KBS 2TV
- 월화 드라마 드림하이
- 수목 드라마 비밀 (2013년 드라마)
- 주말 드라마 다리미 패밀리

### 타사
- 월화 드라마 한 사람만

## 소속 연예인
- 스테파니 리
- 박세진
- 정성일
- 권지우
- 김서형
- 한선화
- 김희찬
- 박수진
- 조혜원
- 박정연
- 차승원
- 배용준
- 배정남
- 윤형렬
- 정은채
- 정지환
- 김의성
- 지혜원
- 최성준
- 이태빈
- 홍지윤
- 고아성
- 심희섭
- 허원서
- 박명훈